# Nowe Budkowice
Nowe Budkowice est une localité polonaise du gmina de Murów dans la voïvodie et le powiat d'Opole.